# Jessica Nigri
Jessica Nigri (Nevada, 5 de agosto de 1989) é uma modelo, cosplayer, youtuber e atriz norte-americana. Ela faz cosplay desde 2009 e modela desde 2012, tendo servido como porta-voz para vários jogos e séries de quadrinhos, incluindo Lollipop Chainsaw e Assassin's Creed IV: Black Flag.

## Biografia & Carreira

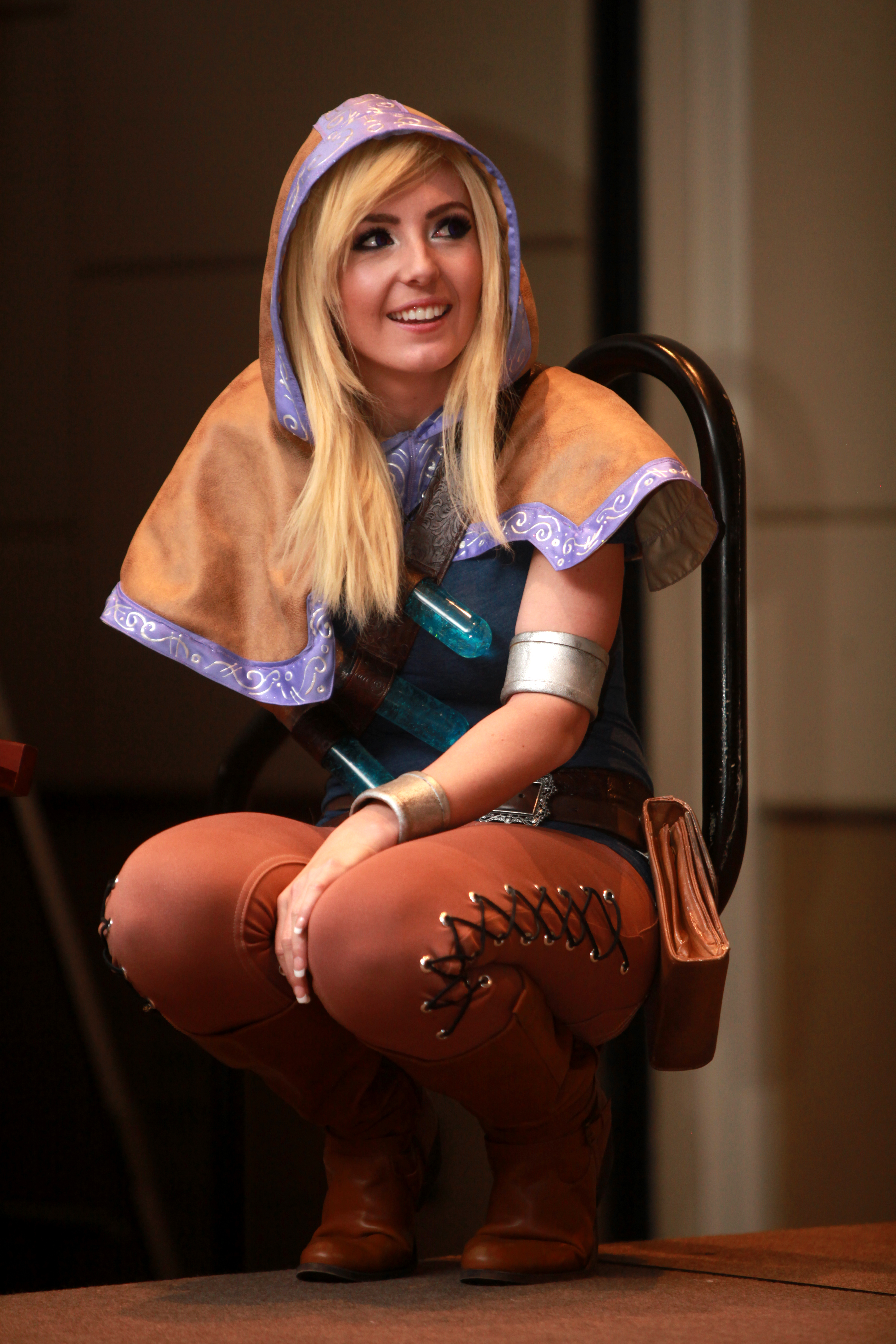
Nigri no concurso cosplay (vestida como Lux da League of Legends) da Amazing Arizona Comic Con 2014.

Jessica Nigri nasceu em Reno, Nevada, e cresceu em Christchurch, Nova Zelândia, cidade natal de sua mãe. Mais tarde, mudou-se para o Arizona. Nigri vem fazendo cosplay desde 2009, quando o cosplay "sexy pikachu" que ela usava no San Diego Comic-Con International foi viral na internet. Em 2011, ela promoveu o Gears of War 3 para a Microsoft e o GameStop, vestidos como Anya Stroud, personagem do jogo.
Em 2012, Nigri ganhou o concurso da IGN para retratar Juliet Starling, protagonista do videogame Lollipop Chainsaw da Suda51, e foi contratada como porta-voz do Warner Bros. Games. Quando ela apareceu como Juliet no Penny Arcade Expo 2016, recebeu queixas de que a roupa rosa que estava vestindo era muito "reveladora", então pediram-lhe que mudasse a roupa e restringiram sua presença; Nigri vestiu outro traje, mas também foi considerado revelador, e foi-lhe pedido que saísse do evento. Como parte do acordo, Kadokawa Games trouxe-a para Lollipop Chainsaw, no Japão, para participar de Akihabara e visitar as revistas e sites japoneses de videogames, incluindo Famitsu e Dengeki. No mesmo ano, Nigri divulgou várias outras obras, incluindo o jogo Elsword da Kill3rCombo, e as série de quadrinhos Grimm Fairy Tales da Zenescope Entertainment, e Knightingail da Crucidel Productions.
Em 2013, ela foi novamente abordada por Suda51 para retratar a personagem Vivienne Squall do jogo Killer Is Dead da Grasshopper Manufacture. No mesmo ano, depois de fazer um cosplay do personagem Connor Kenway de Assassin's Creed III, foi contratada pela Ubisoft para retratar a versão feminina do capitão Edward Kenway, protagonista do videogame Assassin's Creed IV: Black Flag. Na E3 2013, ela retratou Vivienne Squall e Edward Kenway; ela também representou Tecmo Koei de Yaiba: Ninja Gaiden Z.
Nigri foi convidada para várias convenções, incluindo Anime Expo 2012, Anime Revolution 2012–13, AVCon 2013, Montreal Comiccon 2013, Anime South 2013 e Ottawa Pop Expo, como convidado de honra. Nigri trabalhou como entrevistador para a GameZone, Rugged TV e Comic Book Therapy. Ela também estrelou várias propagandas comerciais e videoclipes. De acordo com a PlayStation Official Magazine, Nigri "não é apenas uma cosplayer, mas também uma jogadora maciça"; Ela diz que jogou videogame desde sua infância, iniciando com sete anos de idade.
Ela atuou como membro do grupo de cosplay XX Girls e da equipe profissional de jogos cosplay, Less Than 3 (LT3), patrocinado por Mad Catz. Depois que Nigri ter se recusado a aparecer no controverso reality show Heroes of Cosplay de 2013, os produtores da rede Syfy fabricaram o que parecia ser uma feroz rivalidade e antipatia entre ela e a estrela do programa, Yaya Han, para tornar a série mais dramática; Ambas apareceram juntas para explicarem que elas são amigas na vida real e que o reality show não era necessariamente uma representação precisa da subcultura cosplay. Em 14 de janeiro de 2016, Nigri anunciou no YouTube que iniciou uma conta Patreon. Dentro de uma semana, ela atingiu 714 seguidores e faturava US$ 8 872 por mês, tornando-se mais bem sucedida do que alguns dos 50 criadores do Patreon. Jessica foi nomeada número um dos top 10 cosplayers mais populares em 2014.

## Filmografia

### Filme e televisão
| Ano(s)        | Título                      | Personagem             | Notas                                                |
| ------------- | --------------------------- | ---------------------- | ---------------------------------------------------- |
| 2013–presente | RWBY                        | Cinder Fall            |                                                      |
| 2014          | Red vs. Blue                | Personagem não nomeada | 12ª temporada                                        |
| 2015          | Super Sonico: The Animation | Sonico                 |                                                      |
| 2016–presente | RWBY Chibi                  | Cinder Fall            | Primeiramente aparece na 1ª temporada, 18ª episódio. |

### Comerciais
| Ano  | Título          | Personagem                          |
| ---- | --------------- | ----------------------------------- |
| 2012 | "Zom-Be-Gone"   | Juliet Starling (Lollipop Chainsaw) |
| 2012 | "Buzzzzzz Kill" | Juliet Starling (Lollipop Chainsaw) |
| 2013 | "Kid TV"        | Vivienne Squall (Killer Is Dead)    |

### Vídeos musicais
| Ano  | Título             | Personagem                  |
| ---- | ------------------ | --------------------------- |
| 2011 | "Chalkskin: T'n A" | "Cos-Play Girl"             |
| 2012 | "Nigri Please!"    | Sonya Blade (Mortal Kombat) |

### Videogames
| Ano  | Título                                | Personagem |
| ---- | ------------------------------------- | ---------- |
| 2016 | "Sonicomi: Communication With Sonico" | Sonico     |